# レクサス・LF-C
レクサス・LF-C（Lexus LF-C、Lexus Future Coupe) は2004年のニューヨークモーターショーで発表されたレクサスのコンセプトカーである。

## 概要
LF-Cはレクサスがデザインの方向性を示すLFシリーズの3台目になるモデル。事前のリリースではフル4シーターのスポーツクーペと発表されていたが、展示されたのはハードトップコンバーチブルのモデルだった。ガラスルーフの位置を変えることでセダン、コンバーチブル、タルガ、スピードスターの4タイプへ変更することが可能。
LF-Cのデザインは後にISへと受け継がれた。